# Confluence Cone
Confluence Cone (englisch für Vereinigungskegel) ist ein 500 m hoher und markanter Nunatak unweit der Fallières-Küste des Grahamlands auf der Antarktischen Halbinsel. Er ragt 6 km südöstlich des Sickle Mountain auf.
Luftaufnahmen entstanden 1947 bei der Ronne Antarctic Research Expedition (1947–1948). Der Falkland Islands Dependencies Survey nahm 1958 seine Vermessung vor. Das UK Antarctic Place-Names Committee benannte ihn 1962 so, da der kegelförmige Nunatak am Zusammenfluss mehrerer Gletscher in den Hariot-Gletscher vor dessen Einmündung in das Wordie-Schelfeis liegt.